# Wielersport op de Spelen van de Kleine Staten van Europa 2025 – Tijdrit mannen
De tijdrit voor mannen op de Spelen van de Kleine Staten van Europa 2025 werd gehouden op 27 mei. De 26 deelnemers legden een parcours in en rond El Serrat af. De Cyprioot Andreas Miltiadis won het goud, voor de Luxemburgers Alex Kirsch en Mats Wenzel.

## Uitslag
| Plaats | Naam                     | Tijd       |
| ------ | ------------------------ | ---------- |
| Goud   | Andreas Miltiadis        | 19'34,31"  |
| Zilver | Alex Kirsch              | + 28,07"   |
| Brons  | Mats Wenzel              | + 35,56"   |
| 4      | Bogdan Zabelinskiy       | + 51,68"   |
| 5      | Andrea Mifsud            | + 1'05,87" |
| 6      | Alexander Konysjev       | + 1'12,50" |
| 7      | Davíð Jónsson            | + 1'14,54" |
| 8      | Adrià Regada             | + 1'42,21" |
| 9      | Bernard Galea            | + 1'43,85" |
| 10     | Ingvar Ómarsson          | + 1'53,99" |
| 11     | Alessio Bragagna         | + 1'56,03" |
| 12     | Daniel Bonello           | + 1'57,54" |
| 13     | Michele Paonne           | + 2'04,83" |
| 14     | Kevin Velasquez          | + 2'11,80" |
| 15     | Aidan Buttigieg          | + 2'12,24" |
| 16     | Tommaso Tessiore         | + 2'17,02" |
| 17     | Jacob Schembri           | + 2'29,64" |
| 18     | Enzo Fuentes             | + 2'31,71" |
| 19     | John Camilleri           | + 2'55,66" |
| 20     | Òscar Cabanas            | + 2'59,69" |
| 21     | Andrea Chiarucci         | + 3'06,36" |
| 22     | Gerard Mora              | + 3'43,80" |
| 23     | Andrea Cracchiolo        | + 4'18,49" |
| 24     | Daníel Freyr Steinarsson | + 4'18,84" |
| 25     | Xavier Jové              | + 4'19,37" |
| 26     | Clemens Sprenger         | + 4'45,73" |